# Leptogorgia hebes
Leptogorgia hebes är en korallart som först beskrevs av Addison Emery Verrill 1869.  Leptogorgia hebes ingår i släktet Leptogorgia och familjen Gorgoniidae. Inga underarter finns listade i Catalogue of Life.